# Tchatkalophantes tarabaevi
Espèce
Tchatkalophantes tarabaevi est une espèce d'araignées aranéomorphes de la famille des Linyphiidae.

## Distribution
Cette espèce est endémique du Kazakhstan. Elle se rencontre à 1 000 m d'altitude dans les monts Tian dans l'oblys du Kazakhstan-Méridional.

## Description
La femelle holotype mesure 2,30 mm.

## Étymologie
Cette espèce est nommée en l'honneur de Chingis Karimovich Tarabaev.

## Publication originale
- Tanasevitch, 2001 : A new micronetine genus proposed for the tchatkalensis species-group of Lepthyphantes Menge (sensu lato) (Arachnida: Araneae: Linyphiidae: Micronetinae). Reichenbachia, vol. 34, p. 19-327.